# 布拉萨克
布拉萨克（法語：Brassac，法語發音：[bʁasak]）是法国奥克西塔尼大区塔恩省的一个市镇，属于卡斯特尔区。

## 地理
布拉萨克（43°37'47"N, 2°29'55"E）面积23.87 平方千米，位于法国奧克西塔尼大區塔恩省，该省份为法国南部内陆省份，北起顺时针与阿韦龙省、埃罗省、奥德省、上加龙省和塔恩-加龙省接壤。
与布拉萨克接壤的市镇（或旧市镇、城区）包括：昂格莱斯、勒贝、丰里约、拉斯法亚德。

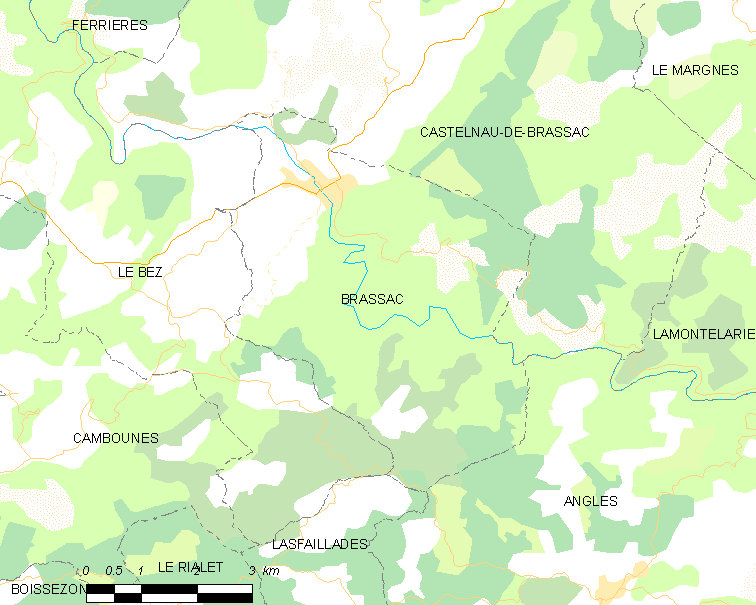
布拉萨克的OSM定位图

布拉萨克的时区为UTC+01:00、UTC+02:00（夏令时）。

## 行政
布拉萨克的邮政编码为81260，INSEE市镇编码为81037。

## 政治
布拉萨克所属的省级选区为奥克高地县。

## 人口

1962-2008年间布拉萨克人口变化图示

布拉萨克于2022年1月1日时的人口数量为1293人。